# Jean Civiale

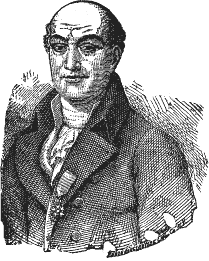
Jean Civiale

Jean Civiale (urodzony w Thiézac koło Owerni w roku 1792, zm. w Paryżu w 1867) francuski lekarz, chirurg i urolog, członek Académie Nationale de Médecine. Opracował w 1832 r. bezinwazyjną metodę usuwania kamieni z pęcherza moczowego. Zaprojektował, wprowadzane przez cewkę moczową do pęcherza, specjalne narzędzie którym chwytało się kamienie i stopniowo kruszyło na drobne fragmenty, możliwe do wydalenia z moczem. Do śmierci, udało mu się przeprowadzić w l'Hôpital Necker-Enfants Malades w Paryżu, około 1500 zabiegów. Najsłynniejszym uczniem Civiala okazał się Henry Thompson, chirurg i urolog działający w Wielkiej Brytanii. Uleczył on z kamieni metodą Civiala króla Leopolda belgijskiego.
Wśród zasług Civiala nie można pominąć jego pionierskiej roli w medycynie opartej na faktach. W 1835 r., paryska des Académie Sciences zleciła statystyczne badania porównawcze skuteczności usuwania kamieni metodą operacyjną oraz metodą kruszenia (Civiala). 
Dla porównania danych Civial po raz pierwszy użył tzw. śmiertelności względnej. Okazało się, że przy zastosowaniu kruszenia kamieni śmiertelność wśród jego pacjentów wynosiła 2.2% (7 zgonów na 307 operacji) podczas gdy w metodzie operacyjnej śmiertelność wynosiła aż 18,8% (1024 zgony na 5443 operacje). Za powyższy dowód statystyczny Jean Civial otrzymał w 1836 r. Nagrodę Montyona od Akademii. W skład komitetu rozstrzygającego wchodził wówczas Simeon Poisson. 
Poza Paryżem Jean Civiale często przebywał w Vic-sur-Cère, gdzie doglądał rehabilitacji swoich pacjentów. Mieszkał i wypoczywał w miejscowości Garches, tam też został pochowany. Autorem jego, okazałego nagrobka jest architekt Rolin.
David Angers, przedstawił Jeana Civiale na płaskorzeźbie pomnika Syslwestra II w Aurillac jako L'Homme bon (dobrego) podczas gdy L'Homme sage (mądrego) uosabia tam Louis-Furcy Grognier.

## Wybrane publikacje
- De la Lithotritie, ou brolement de la pierre, (Paris), 1827)
- Lettres sur la Lithotritie, &c. (1827)
- Traite pratique et historique de la Lithotritie (1847)
- Resultats Cliniques de la Lithotritie pendent les Annes 1860-64 (1865)